# ヴィクトリー・フィールド
ヴィクトリー・フィールド（Victory Field）は、アメリカのインディアナ州インディアナポリスにある野球場。ピッツバーグ・パイレーツ傘下AAAインディアナポリス・インディアンズの本拠地。
アメリカの著名なスポーツ雑誌スポーツ・イラストレイテッド2001年8月号で「全米一のマイナーリーグ球場」に選出されるなど、球場の作りに高い評価を得ている。
1996年7月11日に開場。ちょうど5年後の2001年7月11日にはAAAオールスターゲームが開催された。